# آيت الرخا
آيت الرخا هي قرية أمازيغية مغربية وجماعة قروية وسط غربي المغرب. تنتمي آيت الرخا لإقليم سيدي إفني على الساحل الأطلسي. تضم هذه الجماعة القروية 5.842 نسمة (إحصاء 2004).